# Кутела
Кутела е село в Южна България. То се намира в община Смолян, област Смолян.

## География
Село Кутела се намира в Централните Родопи. На 20 км от град Смолян, на 25 км от Пампорово и на 6 км от курортното ядро „Хайдушки поляни“. Самото село е разположено върху един хълм. Покрай него минава река Малка Арда

## История
Близо до село Кутела е минавала границата, разделяща Източна Румелия от Османската империя.

## Културни и природни забележителности
- Мъжка и женска певчески групи, печелили златни медали на национални надпявания
- В близост се намира Държавното ловно стопанство Кормисош.
- Паметник за Илинденско-Преображенското въстание се намира на 7 км от Кутела в курорта Хайдушки поляни

## Редовни събития
- Ежегодно се организира празник на селото – летен събор.
- Ежегоден празник на шофьорите – прави се курбан.

## Личности
В Кутела е роден известният изпълнител на традиционния родопски фолклор Веселин Джигов (1940 – 2002).

## Други
Близо до Кутела се намира местността „Соватя“.

### Кухня
Като традиционни могат да се посочат следните ястия:
- Клин (пататник) – ястие от картофи
- Пареник – ястие от картофи, два вида брашно, сирене и месо
- Качамак – ястие от брашно и картофи
- Мисирива трахана – приготвя се от шарен фасул, царевица и месо
- Чеверме (печено)